# روبرت ماكالوم جونيور
روبرت ماكالوم جونيور (بالإنجليزية: Robert McCallum, Jr.)‏ هو دبلوماسي أمريكي، ولد في 1946 في ممفيس في الولايات المتحدة.

## وصلات خارجية
- روبرت ماكالوم جونيور على موقع إن إن دي بي (الإنجليزية)